# Neutronenzahl
Die Neutronenzahl {\displaystyle N} gibt die Anzahl der Neutronen in einem Atomkern an.
Sie ist die Differenz von Massenzahl {\displaystyle A} und Ordnungszahl {\displaystyle Z}
{\displaystyle N} = {\displaystyle A} − {\displaystyle Z}
und wird im Gegensatz zur Massenzahl dem chemischen Symbol gewöhnlich nicht beigefügt.
Die Neutronenzahl kann bei einem Element variieren. Diese Variationen werden als Isotope bezeichnet. Das einfachste Beispiel ist das Element Nr. 1, Wasserstoff, mit den Isotopen Protium (kein Neutron), Deuterium (ein Neutron), Tritium (zwei Neutronen), 4H, 5H, 6H und 7H.
Aufgrund unterschiedlicher Neutronenzahlen können physikalische Eigenschaften eines Stoffes unterschiedlich ausfallen, chemische Eigenschaften ändern sich nur leicht.
Dies macht sich vor allem bei Elementen mit geringer Ordnungszahl bemerkbar, da hier die Massenveränderung relativ zu anderen Isotopen höher ausfällt als bei schwereren Elementen (siehe Isotopeneffekt). So etwa ist C-12 (6 Neutronen) – gewöhnlicher Kohlenstoff, der Hauptbestandteil organischer Moleküle und mit 98,9 % das häufigste aller natürlichen C-Isotope – ein stabiles Atom. Das Kohlenstoffisotop C-14 mit 8 Neutronen, welches mit einer Halbwertszeit von 5730 Jahren radioaktiv zerfällt, wird bei der Radiokarbonmethode zur Datierung von totem organischem Material verwendet.
Die Neutronenzahl eines Atoms hat also Einfluss darauf, ob ein Atom radioaktiv ist oder nicht.
Die bisher höchste nachgewiesene Neutronenzahl haben Livermorium-293 und Tenness-294 mit 177 (Stand: Juli 2018).